# Війна за кастильську спадщину (1475—1479)
Війна за кастильську спадщину (ісп. Guerra de Sucesión Castellana) — збройний конфлікт за право успадкування корони Кастильського королівства між прихильниками Хуани Бельтранихи, дочки короля Кастилії Енріке IV і прихильниками його зведеної сестри Ізабелли Кастильської, що відбувався у 1475—1479 роках.
Конфлікт набув міжнародного характеру, оскільки на боці Ізабелли виступав Арагон, зі спадкоємцем якого вона була одружена, а на стороні Хуани, з аналогічної причини, — Португалія. Франція виступила на боці Португалії через наявність територіальних суперечок з Арагоном за території в Італії та Руссільйоні.
Незважаючи на початкові успіхи, через нерішучість короля Португалії Афонсу V і невдалий результат битви при Торо прихильники Хуани втратили єдність і в 1476 році кортеси визнали королевою Кастилії Ізабеллу. Подальше протистояння між Кастилією та Португалією відбувалося в Атлантиці і у вирішальній морській Гвінейській битві в 1478 році кастильській флот зазнав нищівної поразки.
Війна завершилася в 1479 році підписанням Алкасоваського договору. Згідно цього договору Фернандо і Ізабелла визнавалися королями Кастилії, а Хуана втратила право на спадкування кастильського престолу. З іншої сторони цей договір закріплював панування Португалії в Атлантиці. Кастилія визнала суверенітет Португалії над усіма відкритими островами (крім Канарських) і Гвінеєю в Африці, а також виключне право Португалії на будь-які землі чи острова, що розташовані південніше Канарських островів,.що були відкриті на момент підписання договору або будуть відкриті будь-коли в майбутньому

## Передумови

### Правління Енріке IV

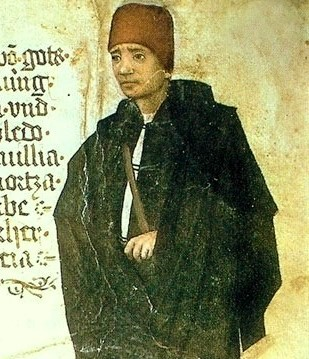
Енріке IV. Мініатюра середньовічного манускріпту

У 1454 році помер король Кастилії Хуан II, у якого залишились троє спадкоємців від двох шлюбів. Від першого шлюбу з Марією Арагонською — син Енріке, а від другого шлюбу з Ізабеллою Португальською — донька Ізабелла і син Альфонсо. Після смерті Хуана II, трон короля Кастилії успадкував його старший син, що став правити під іменем Енріке IV.
Ще до сходження на престол Енріке одружився у 1440 році з Бланкою Наваррською, яка після 13 років бездітного шлюбу звинуватила чоловіка в невиконанні подружніх обов'язків і на цій підставі домоглася розірвання шлюбу. Незабаром після коронації, у 1455 році Енріке IV одружився з португальською інфантою Жуаною Португальською, але перші сім років шлюбу з нею також не призвели до народження спадкоємців. Енріке IV з самого початку свого правління проявив себе як слабкий і нерішучий король, що не користувався повагою знаті. У 1457 році проти нього була організована ліга, до якої увійшли найвпливовіші представники знаті і духівництва, серед яких був навіть фаворит короля Хуан Пачеко. Проти короля були висунуті звинувачення в тому, що він нехтує обов'язками монарха, оточує себе радниками незнатного походження, наділяє їх владою і багатством і відсуває від себе представників знаті. На цей виступ Енріке пообіцяв зібрати кортеси Кастилії і в майбутньому радитися з ними, після чого інцидент було вичерпано.

У 1460 році Енріке опинився в складному становищі, зробивши помилкову ставку в арагонському династичному конфлікті. Він пообіцяв Карлу Віанському, правителю Каталонії і старшому сину короля Арагону Хуана II свою підтримку і руку своєї зведеної сестри Ізабелли в якості дружини. Однак в грудні 1460 року Карла було ув'язнено за намовленням його мачухи Хуани Енрікес, яка бажала передати корону Арагону власному сину Фернандо. Після того, як влітку 1461 року армія Кастилії, сформовані в основному з приватних військ Пачеко і архієпископа Толедо Альфонсо Каррільо увійшли в Наварру і звільнили Карла Віанського, 26 серпня 1461 року було укладено договір, який надав Каталонії незалежність від Арагона. У той же день Пачеко і Каррільо отримали від Енріке IV запевнення, що їхня партія отримає більший вплив в королівській раді. Остаточно невдоволення зійшло нанівець після того, як королю вдалося залучити на свою сторону деяких з бунтівних сеньйорів, до того ж в 1462 році стало відомо про вагітність королеви. Однак цей тріумф Енріке виявився вельми коротким, так як вже у вересні Карл раптово помер, ймовірно від отруєння, в якому звинувачували його мачуху Хуану Енрікес.

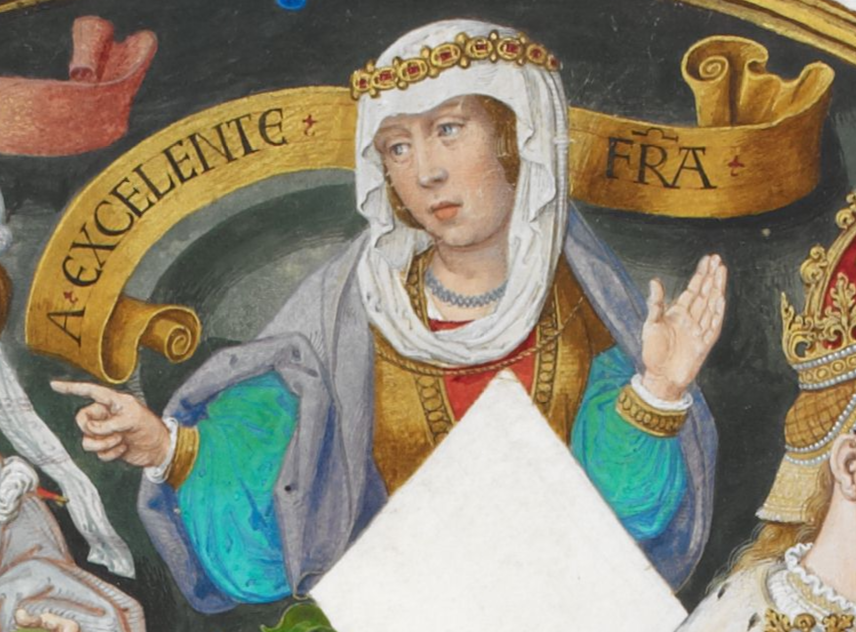
Хуана Бельтраниха. Зображення з «Генеалогії португальських королів»

Відразу ж після народження Хуани (1462—1530), першої і єдиної дочки Енріке IV, вона була оголошена спадкоємицею престолу з присвоєнням титулу принцеси Астурійської. Одночасно з цим виникли чутки, що новонароджена насправді є дочкою всім відомого коханця королеви і фаворита короля — Бельтрана де ла Куева, в зв'язку з чим Хуана отримала своє прізвисько «Бельтраниха», яке закріпилось за нею назавжди. Тим не менш, кортеси оголосили Хуану спадкоємицею престолу, її права також визнали зведені брат і сестра Енріке IV — Ізабелла і Альфонсо. Проте з цим рішенням були згодні не всі — деякі магнати вірили чуткам про незаконне походження Хуани, інші бажали усунення від двору Бельтрана де ла Куева. Незабаром невдоволення впливового архієпископа Толедського викликав шлюб між Бельтраном де ла Куева і дочкою маркіза Сантільяна, племінницею його суперника — кардинала Мендоса.

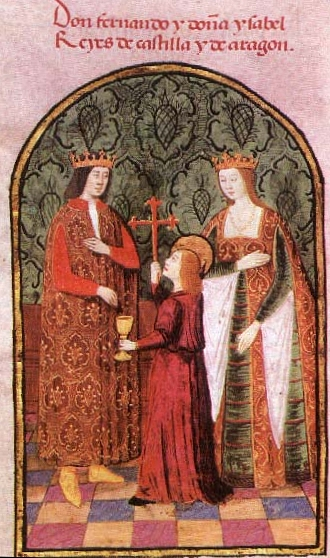
Католицькі королі Фернандо і Ізабелла

Після того, як Енріке IV надав Бельтрану де ла Куева звання магістра ордена Сантьяго, Хуан Пачеко, що сам розраховував на цей титул, почав роздмухувати при дворі заворушення з вимогою визнання спадкоємцем кастильської корони інфанта Альфонсо. Змовники планували заарештувати короля і королеву, оголосити королем юного принца і правити від його імені. Під тиском знаті король в 1464 році погодився передати магістерство ордена Сантьяго Альфонсу, який повинен був при цьому перебувати під захистом маркіза Вильєна. При цьому інфант повинен був обіцяти одружитися з Хуаною, за що отримував титул принца Астурійського і ставав спадкоємцем престолу. У наступному році в Авілі зібралися змовники, які оголосили Альфонсо королем, а Енріке позбавленим влади. Непристойні і образливі по відношенню до Енріке IV дії, якими супроводжувалася церемонія в Авілі, привели до того, що багато міст Кастилії встали на його підтримку. Розпочаті за цим заворушення закінчилися в липні 1468 року раптовою смертю Альфонсо, в якій підозрювали отруєння, оскільки Ізабелла відмовилася підтримати справу заколотників. Через два місяці, 18 вересня 1468 року біля Биків Гісандо між Енріке IV Ізабеллою було укладено Договір біля биків Гісандо, що врегульовував порядок престолонаслідування. За цим договором виняткові права на кастильський трон визнавались за Енріке IV, а Ізабелла ставала його спадкоємицею, отримавши титул принцеси Астурійської. Дочка Енріке IV Хуана Бельтраниха втрачала всі права на спадкування трону у зв'язку зі скасуванням шлюбу Енріке з її матір'ю. Ізабелла в зобов'язувалась вступити в шлюб тільки за згодою короля, який, в свою чергу, не міг примусити Ізабеллу укласти шлюб проти її волі. Протести королеви Жуани Португальської, яка вимагала збереження прав на трон своєї дочки Хуани, не були взяті до уваги.
Зі смертю Альфонсо роль Ізабелли в Кастилії, в якій не діяв, на відміну від Арагона, салічний закон про спадкування виключно нащадками чоловічого роду, істотно змінилася. Вона мала стати спадкоємицею свого зведеного брата і отримати його права на кастильський трон. У 1469 році Ізабелла перебувала в Оканья, в очікуванні згоди на її шлюб або з герцогом Беррійским, братом короля Франції, або з королем Португалії. Обидва кандидати відповідали вимогам Енріке до потенційного чоловіка Ізабелли, оскільки перший знаходився надто далеко, а другий був занадто старий, щоб можна було очікувати від цього шлюбу народження спадкоємців. У цих умовах Хуан II Арагонський почав таємні переговори про укладення шлюбу Ізабелли зі своїм сином Фернандо. Йому вдалося залучити на свою сторону архієпископа Толедського, адмірала Кастилії і деяких інших представників знаті, які вивезли інфанту Ізабеллу з Оканья і урочисто перепровадили її в Вальядолід. Одночасно з цим в місто таємно прибув Фернандо і 19 жовтня 1469 року в палаці Вівер було укладено шлюб між спадкоємцями Кастилії і Арагона.
Як тільки Енріке IV дізнався про те, що Ізабелла одружилася без його згоди, він оголосив що відмовляється від умов Договору біля биків Гісандо і знову передає право успадкування корони Кастилії своїй дочці Хуані Бельтранисі. Делегація його сестри і зятя, яка прибула щоб принести йому вибачення і запевнення у вірності та пояснити обставини свого одруження, була проігнорована. 25 листопада 1470 року права Хуани були підтверджені на церемонії в Вальделосі. Проте, у Ізабелли також були впливові прихильники — римський папа Сікст IV, який затвердив її шлюб спеціальною буллою і впливова кастильська родина Мендоса. Оскільки Енріке не зміг знайти для своєї дочки гідного чоловіка, в 1473 році він знову вступив в переговори з Ізабеллою, а на початку наступного року навіть погодився зустрітися з Фернандо. Однак король не був в змозі послідовно дотримуватися однієї політики, і до моменту його смерті його спадкоємицею, згідно з його волею, продовжувала залишатися Хуана.

Герб короля Афонсу V, що використовувався ним в період 1475—1479 рр. (після шлюбу з Хуаною Бельтранихою і до закінчення війни за Кастильську спадщину). Мав символізувати владу над Кастилією. Складається з гербів Португалії та Кастилії і Леона

Після смерті Енріке IV в 1474 році Ізабелла, яка в момент смерті брата перебувала в Сеговії, була урочисто проголошена королевою 13 грудня 1474 року. 12-річна Хуана в цей час перебувала в Мадриді під опікою маркіза Вільєна. Він перевіз Хуану в Торо, поблизу з кордоном Португалії і 30 травня 1475 року тут був укладений її шлюб з 43-річним королем Португалії Афонсу V, кандидатура якого була запропонована її прихильниками, головним з яких був другий маркіз Вильєна. 

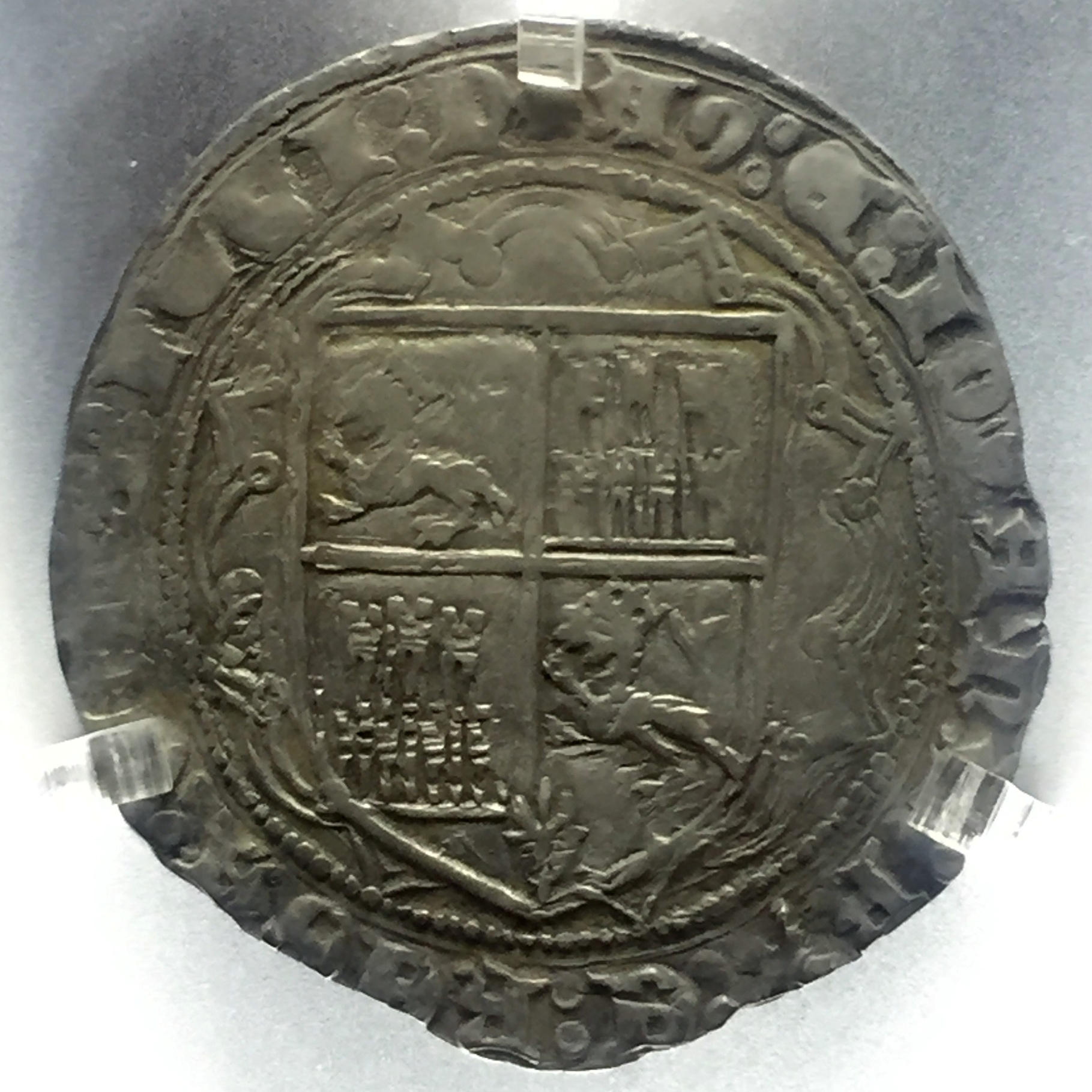
Срібний кастильський реал, викарбуваний в Торо Афонсо V

### Міжнародна обстановка
У розглянутий період Арагон перебували в стані затяжного конфлікту з Францією за контроль над прикордонними регіонами Сердінья і Руссільйон, а також за володіння Сицилійським королівством в Південній Італії. У червні 1474 французькі війська вторглися в Руссільйон і змусили арагонців відступити. Бажаючи не допустити, щоб спадкоємець Арагона Фернандо став ще й королем Кастилії, французький король Людовик XI в вересні 1475 року оголосив себе прихильником Хуани. Одночасно з цим Франція вела війну з Бургундським герцогством, що теоретично могло б привести герцога Карла Сміливого до лав союзників Ізабелли, проте цього не сталося.
Англія також в цей час вела нетривалу війну з Францією, зокрема в червні 1475 р. король Едуард IV висадився в Кале. Проте 29 серпня того ж року конфлікт вдалося вирішити дипломатичними засобами. Едуард, в обмін на великі грошові виплати, погодився на дев'ятирічне перемир'я і повернувся на батьківщину. Королівство Наварра було ослаблене громадянською війною між прихильниками Луїса де Бомон і аргамонтістами, що було відображенням спроб Франції і Арагона встановити контроль над цією країною. Гранадський емірат, не дивлячись на зусилля Португалії втягнути його в конфлікт, залишився нейтральним і 17 листопада 1475 року емір Абу'л-Гасан Алі ібн Саїд підписав мирний договір з Фернандо і Ізабеллою.  За цим договором емір також обіцяв надати допомогу проти Хуани в районі Кордови.
Усередині Португалії не було одностайної підтримки інтервенції в Іспанію. Проти виступали впливові придворні Руй Гоміш де Алваренга, архієпископ Лісабона Жоржі да Кошта і Браганський дім на чолі з герцогом Фернанду II, які передрікали Португалії катастрофу в результаті вторгнення в Кастилію. Португальський спадкоємець принц Жуан, який мав значний вплив на державні справи і знаходився в конфлікті з Браганса, підтримав свого батька Афонсу V в його боротьбі проти Ізабелли, що мала португальське коріння і приходилась онучкою Альфонсу I Браганса.

### Суперництво Кастилії та Португалії за Атлантику
Протягом XV століття торговці, дослідники та рибалки Португалії і Кастилії проникали все далі вглиб Атлантичного океану. Основною метою обох держав було встановлення контролю над атлантичними островами — Канарами, Мадейрою і Азорами. Пізніше ще більшого значення набуло питання про контроль над торгівлею з багатими золотом і рабами територіями на західноафриканському узбережжі — Гвінеєю і Ельміною.
У першій половині століття Кастилія змогла захопити кілька з Канарських островів (Лансароте, Фуертевентура, Ієрро і Гомера) — спочатку в союзі з нормандськими лицарями на чолі з Жаном де Бетанкуром, потім з кастильськими дворянами. Португалія оскаржувала суверенітет Кастилії щодо цих островів і успішно торгувала в Гвінеї. Починаючи з 1452 року, Святий Престол в особі папи Миколая V і його наступника Каллікста III відмовився від раніше зайнятої нейтральної позиції і випустив ряд булл на користь Португалії, що дозволило останній встановити торговий і релігійний контроль над Гвінеєю. Щодо Канарських островів Рим не ухвалив остаточного рішення. Король Португалії встановив ліберальну торговельну політику, дозволивши іноземцям торгувати на контрольованому їм африканському узбережжі в обмін на сплату податків.
У серпні 1475 року, після початку війни, Ізабелла оголосила, що ці регіони Африки по праву належать Кастилії і закликала торговців своєї країни плисти туди. Все це призвело до початку морської війни в Атлантиці.

## Хід війни

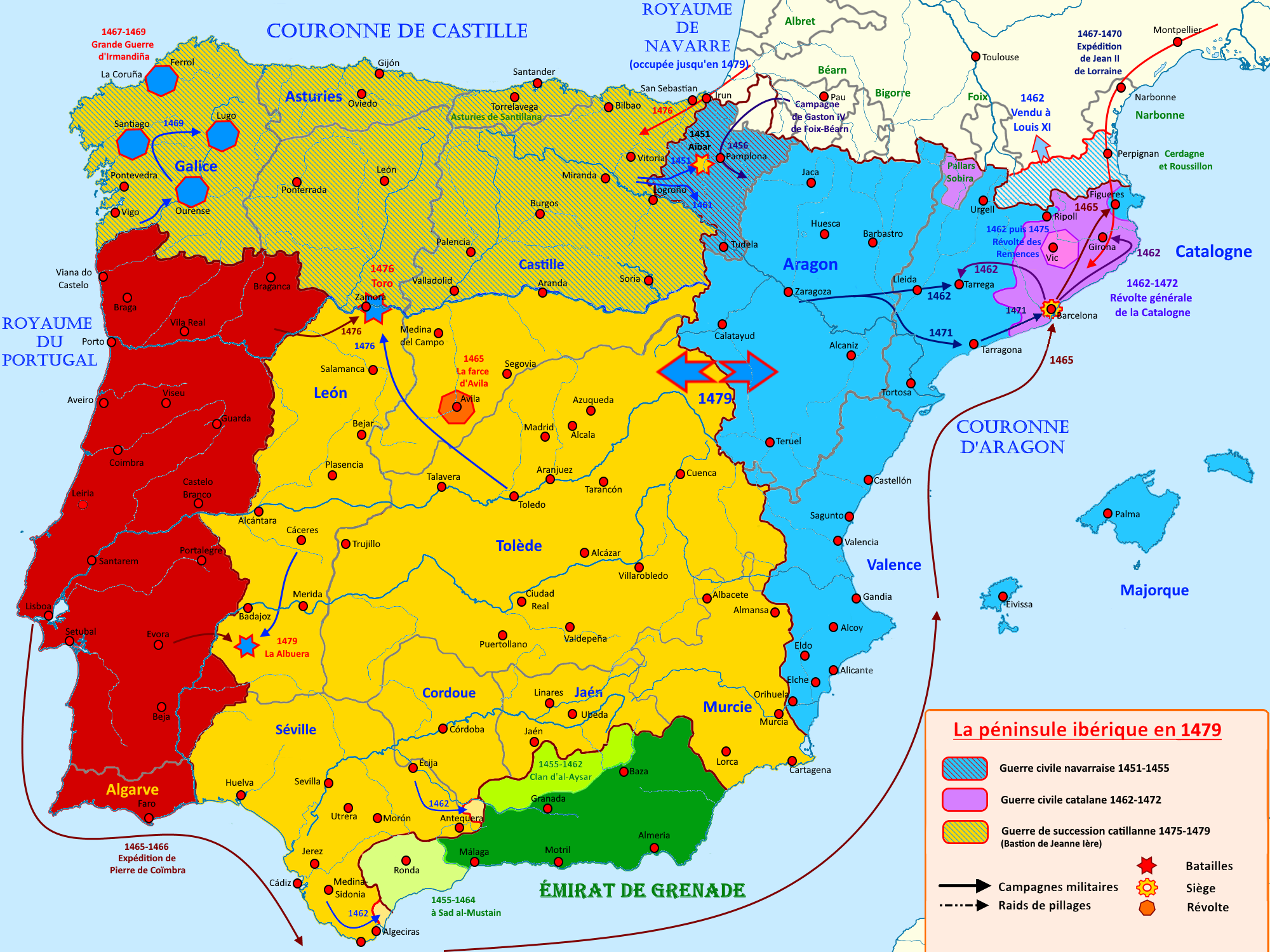
Іберійський півострів в 1479 році

### Початковий етап (березень 1475— січень 1476)

#### Повстання в Алькасарі
Активні дії почалися в середині березня 1475 року, коли жителі Алькараса повстали проти маркіза Вильєна, протестуючи проти втрати вільного статусу свого міста. Звернувшись до Фернандо по допомогу, вони отримали обіцянку, що місто буде перебувати в прямому підпорядкуванні Кастильської корони. У той час як король направив до міста 300 солдат на чолі з єпископом Авіли Альфонсо де Фонсека, а з Сьюдад-Реаля на допомогу поспішав Родріго Манрике, командир гарнізону Мартін де Гусман в очікуванні підкріплень влаштував в місті терор. Маркіз зібрав в Андалусії за допомогою друзів і родичів 2 000 солдат, проте в результаті невмілих маневрів Фонсека вступив в місто. Військо Вільєни оточило втрачений Алькарас, але навіть не зробило спроби атакувати. 31 березня Фернандо і Ізабелла призначили в місто свого управителя, а Родріго Манрике попросив свого сина Педро Фахардо надіслати загін ордена Сантьяго.  Настільки показова готовність нових монархів надати допомогу повсталим проти своїх сеньйорів городясправила велике враження.  Остаточно місто перейшло в руки католицьких королів 10 травня, коли здався Мартін де Гусман.

#### Вступ військ Афонсо V в Кастилію
10 травня 1475 року португальська армія на чолі з королем Афонсу V вступила на землі Кастилії і рушила до Пласенсії, де на короля чекала Хуана. Не чекаючи отримання папського згоди на шлюб між дядьком і племінницею, 25 травня Хуана і Афонсу повінчалися і проголосили себе королями Кастилії. З Пласенсії вони попрямували до Аревало, маючи кінцевою метою Бургос на півночі Іспанії. Там Афонсу сподівався об'єднати свої сили з військами Людовика XI. Пласенсія і Аревало контролювалися родиною Суніга, союзниками Хуани, а Бургос належав Педро Фернандесу де Веласко, прихильнику протилежної фракції.
Фердинанд і Ізабелла (в той час вагітна), що мали в своєму розпорядженні не більше п'ятисот вершників, виявилися не готові до війни. Проте затримка Афонсу V в Аревало дала їм можливість здійснити необхідні приготування. Ізабелла активно брала в них участь, часто навіть по ночах диктуючи розпорядження. Вона особисто відвідувала гарнізони міст, вимагаючи від них присяги на вірність і здійснювала тривалі виснажливі подорожі верхи. На початок липня подружжя зібрали армію в 4 000 важкої кавалерії, 4 000 легкої кавалерії і 30 000 піхоти, яка в основному складалася з погано навченого ополчення, набраного в північних регіонах Кастилії.
Виявивши, що прихильників в Кастилії у нього менше, ніж він припускав до початку війни, Афонсу V змінив свої початкові плани і почав посилювати свій контроль над прилеглими до Португалії районами Кастилії. Він був доброзичливо зустрінутий в місті Торо, незважаючи на те, що гарнізон замку в Торо замкнув ворота і оголосив себе лояльним Ізабелі. Самора і поселення Леону вздовж верхньої течії Дуро також визнали португальського короля. Глава ордена Калатрава Родріго Тельес Хірон, який підтримав Хуану, захопив Сьюдад-Реаль у Ла-Манчі. Родріго Манрике, скарбник того ж ордена і одночасно магістр ордена Сантьяго, відвоював місто для Ізабелли.
Фернандо зібрав свої війська в Тордесільясі і 15 липня наказав виступати, маючи намір вступити в бій з противником. Через чотири дні вони підійшли під Торо, проте португальський король ухилився від бою. Фернандо, не маючи ресурсів для тривалої облоги, повернувся в Тордесільяс і розпустив свою армію. Після того, як замок Торо здався Афонсу, португальський король повернувся в Аревало, де став чекати прибуття французької армії. Вважаючи цю подію вирішальним для подальшого перебігу подій, архієпископ Толедський відкрито перейшов на бік Хуани. Зі свого боку, в серпні Ізабелла зібрала асамблею в Медіна-дель-Кампо, на якій звернулася до духовенства з проханням віддати церковні податки за три роки на суму 30 мільйонів мараведі. Отримавши ці гроші, до кінця літа католицькі королі змогли підвищити боєздатність своєї армії.

#### Похід на Бургос. Поворотний момент у війні

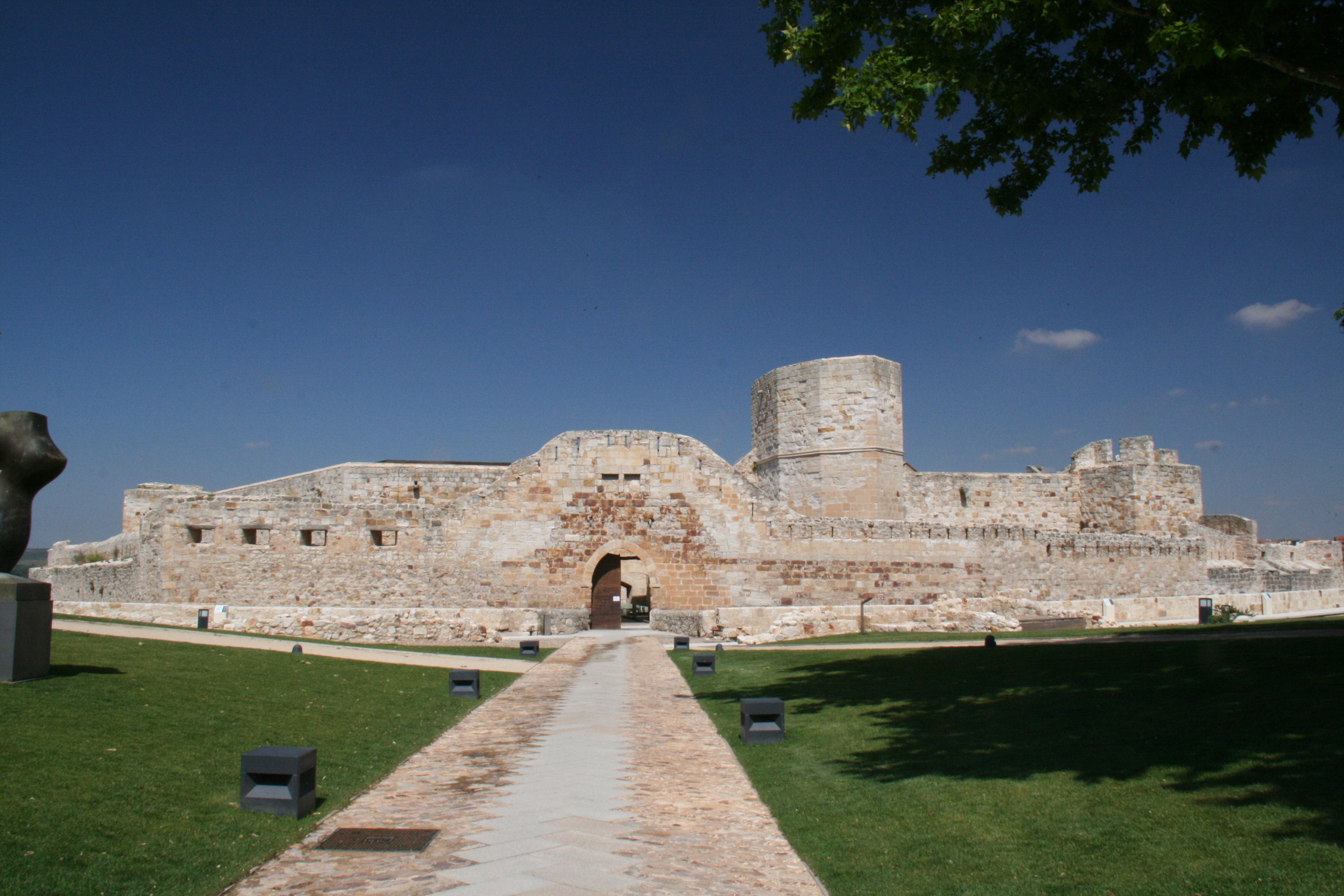
Замок в Саморі

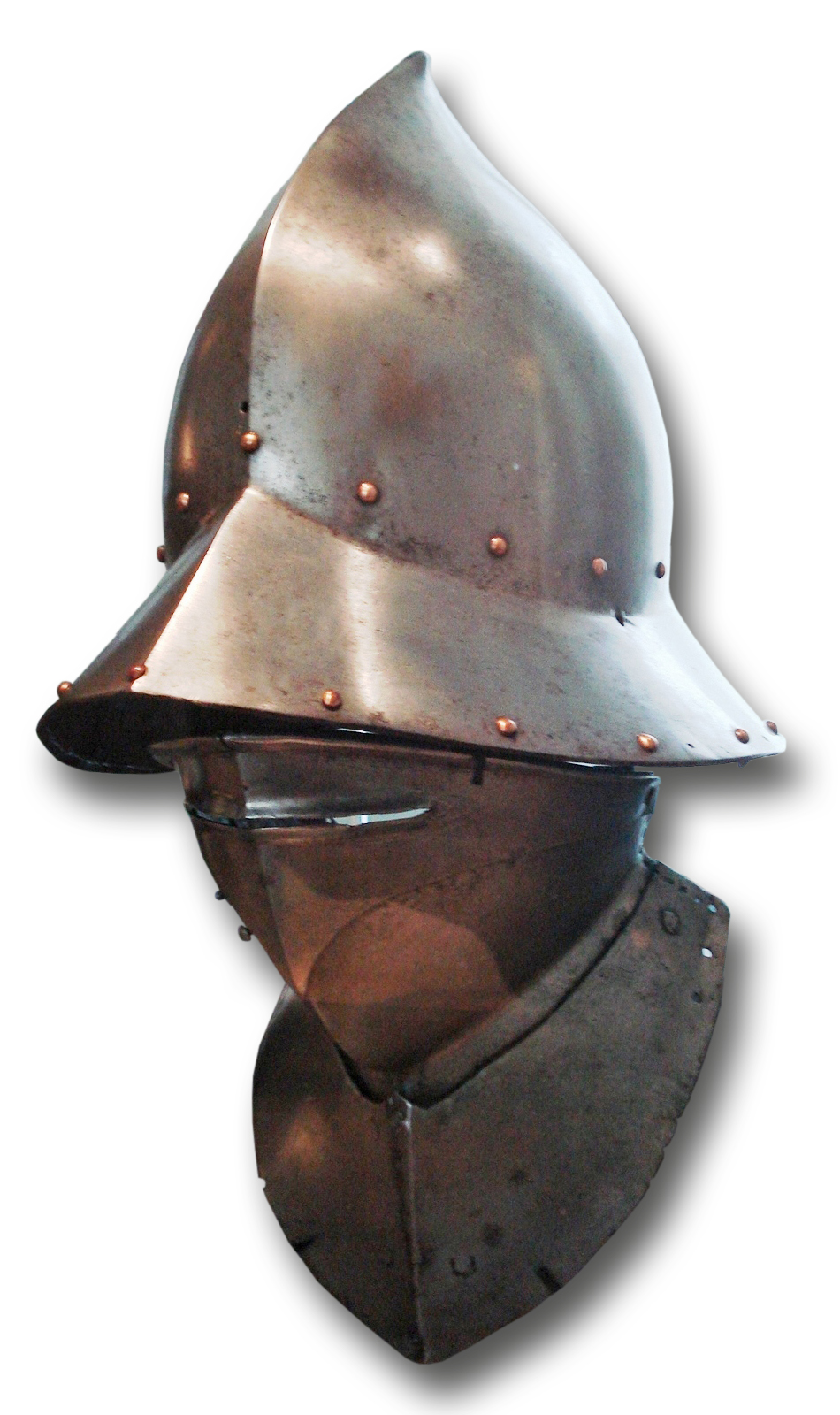
Іспанський шолом 1470 р.

Після кількох невеликих сутичок, армія Афонсо направилась в сторону лояльного португальцям Бургоса, що був взятий в облогу прихильниками Ізабелли. 18 листопада 1475 року португальці розбили під Бальтанасіою загін з 400 пікінерів Родріго Алонсо Піментеля, графа Бенавенте (при цьому взявши самого графа в полон) та захопили Канталап'єдру. Хоча ця перемога відкрила Афонсу дорогу на Бургос, до якого залишалось біля 60 км, португальський король вирішив відступити в Самору і залишив Бургос напризволяще. В підсумку 28 січня 1476 року Бургос здався військам Ізабелли. Відсутність рішучих кроків з боку Афонсу V послабило позиції Хуани в Кастилії, де вона почала втрачати прихильників. Війська Ізабелли захопили Трухільйо і отримали контроль над землями ордена Алькантара, значною частиною території ордена Калатрава, а також над маркізатом Вильєна. 4 грудня частина гарнізону Самори повстала проти Афонсу, якому довелося втікати в Торо. Хоча португальська гарнізон продовжував утримувати замок, саме місто на наступний день захопив Фернандо.

### Січень-вересень 1476

#### Битва при Торо
У лютому 1476 року португальська армія, підсилена військами, які привів з Португалії принц Жуан покинула свою базу в Торо і оточила Фердинанда в Саморі. Виникла дивна ситуація, коли війська Фернандо, що знаходились в місті Торо тримали в облозі внутрішній замок, в той час як самі були обложені португальцями. Проте облога виявилася для португальців більш важким випробуванням, ніж для кастильців. 1 березня Афонсу вирішив повернутися в Торо на відпочинок. Фердинанд почав переслідування ворога, і в 5 кілометрах від міста відбувся бій. Бій складався з фактично двох незалежних сутичок. На правому фланзі війська португальців на чолі з принцем Жуаном розбили своїх супротивників і переслідували їх, тоді як в центрі війська Фернандо завдало значних втрат війську Афонсо V. Після трьох годин битви, перерваної дощем і настанням темряви, португальський король відступив до Кастронуньйо, в той час як його син організовано відійшов до Торо разом із захопленими полоненими. На думку Дж. Б.Бюрена, результат цього бою не був визначений. Обидві сторони стверджували, що саме вони здобули перемогу. Проте з політичної точки зору, португальці, основні сили яких після битви під Торо покинули Кастилію, програли, і у Хуани не залишилося військової підтримки в Кастилії.

#### Війна в Атлантиці

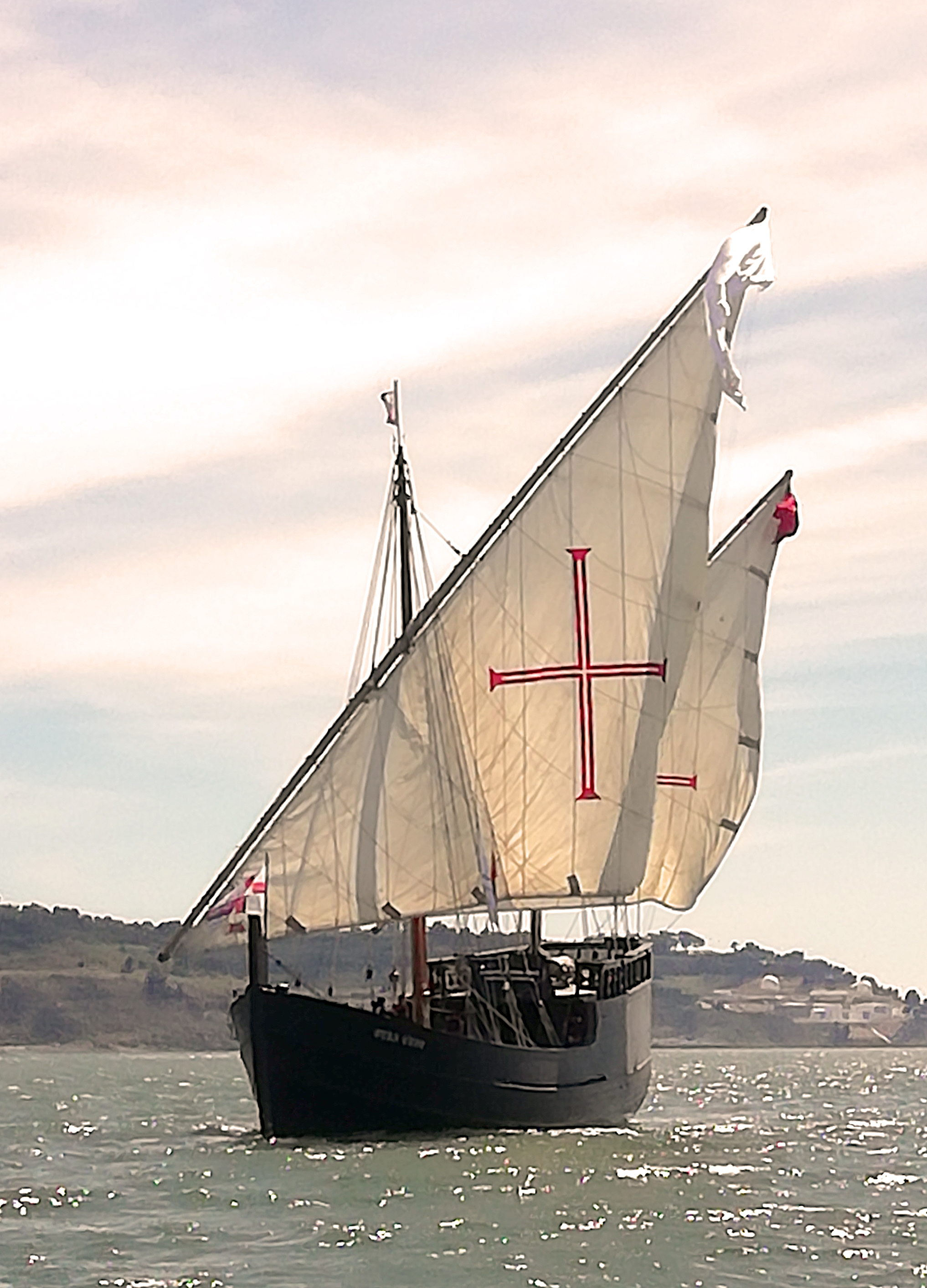
Реконструкція португальської каравели XV ст.

Одночасно з цими подіями Ізабелла і Фернандо вирішували інше важливе завдання — руйнування португальської монополії на торгівлю з багатим гвінейських узбережжям Африки. Золото і раби, що надходили в Португалію з Гвінеї були істотним джерелом доходу, що дозволяв фінансувати війну небагатому Португальському королівству.  З початку конфлікту португальські кораблі патрулювали узбережжя Андалузії і перехоплювали кастильскі риболовецькі і торгові судна. Кастильці у відповідь відправили чотири галери під командуванням Альваро де ла Нава, який зміг не тільки зупинити португальські набіги, але і розграбувати розташоване на березі річки Гвадіана португальське місто Алкотін. Офіційний історик Ізабелли Альфонсо Фернандес де Паленсія повідомляє також про те, як експедиція в складі двох каравел, що вирушили з Палос-де-ла-Фронтера, захопила на узбережжі Гвінеї і продала в рабство 120 африканців, а потім, не дивлячись на протести вождів, ще 140. У травні  1476 Ізабелла наказала відпустити захопленого работоргівцями «короля Гвінеї» і його свиту, однак наказ був виконаний лише частково і з рабства було звільнено лише самого тільки «короля».
У тому ж році португальський флот з двадцяти кораблів під командуванням Фернана Гоміша вирушив до Гвінеї з метою відновити втрачений над нею контроль. Для протидії йому Ізабелла і Фердинанд послали флот під командуванням Карлоса де Валера. Через протидії маркіза Кадісского, герцога Медіна-Сидонія і сім'ї Суніга підготовка кастильського флоту затягнулась в часі. Коли кастильці нарешті зібрали свій флот, португальська флотилія був уже поза досяжністю, тому було вирішено вирушити в сторону островів Кабо-Верде (острови Зеленого мису). В результаті португальські поселення на островах були розграбовані, а капітан-донатаріо Антоніо да Нолі, що керував островами від імені Афонсу V, був захоплений в полон.

#### Вступ у війну Франції

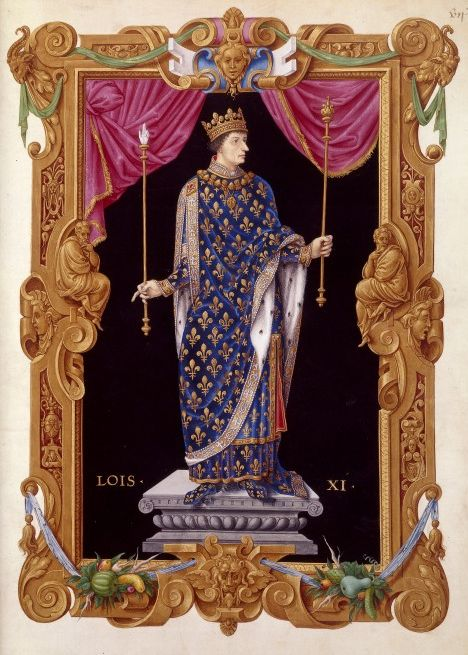
Людовик XI французький

Альянс французького короля Людовика XI з Афонсу V був укладений ще 23 вересня 1475 року. Між березнем і червнем 1476 року французькі війська під командуванням Алена д'Альбре неодноразово намагалися перейти кордон у Фуентеррабіа, але безуспішно. У серпні Фердинанд вступив в переговори зі сторонами громадянської війни в Наваррі, в результаті яких він зміг отримати контроль над Віаном і Пуенте-ла-Рейна, а також право тримати гарнізон з 150 чоловік в Памплоні. В результаті Кастилія убезпечила себе з цього напрямку і незважаючи на заклики Афонсу V, Людовик XI вважав за краще зосередитися на боротьбі з Карлом Сміливим. Тим не менш, французький король послав на допомогу своєму португальському союзнику 11 кораблів під командуванням Гійома Куллона. 7 серпня 1476 року його флот, підсилений двома португальськими галерами з солдатами, вступив в бій з п'ятьма озброєними торговими судами. За повідомленням Паленсії в результаті застосування запалювальних снарядів втрати франко-португальської ескадри склали 2.500 чоловік.

### Вересень 1476— січень 1479
Після стратегічної перемоги при Торо, нейтралізації загрози з боку Франції і перемир'я з Афонсу V, шанси Ізабелли і Фердинанда суттєво зросли. Кастильські аристократи, що підтримували раніше Хуну були змушені рахуватися з цими обставинами і поспішали висловити свою лояльність. В результаті війна звелася до сутичок уздовж португальської кордону і морській війні за контроль над торгівлею в Атлантиці.
У 1476 році на сторону Ізабелли перейшли Хуан Тельес Хірон і його брат Родріго, Луїс де Портокарреро, а в вересні — маркіз Вильєна.
У листопаді 1476 року кастильці взяли фортецю Торо. Протягом наступних місяців був відновлений контроль над усіма прикордонними містами і провінцією Естремадура. У липні 1477 Ізабелла прибула до Севільї, найбільшого міста Кастилії, з метою зміцнення своєї влади в Андалусії. Це місто, що було місцем конфлікту впливових маркіза Кадісу і герцога Медіна-Сидонія, в результаті майстерних переговорів було повернуте під контроль Кастильської корони. Одним з останніх непримиренних противників католицьких королів залишався Фернан Аріас де Сааведра. Утримувана ним фортеця Утрера була взята штурмом в березні 1478 року і переможені були піддані жорстоким репресіям. Після того, як 30 червня 1478 року в Севільї у Ізабелли народився син, династичні позиції Фернанло і Ізабелли ще більш зміцнилися.

#### Гвінейська битва

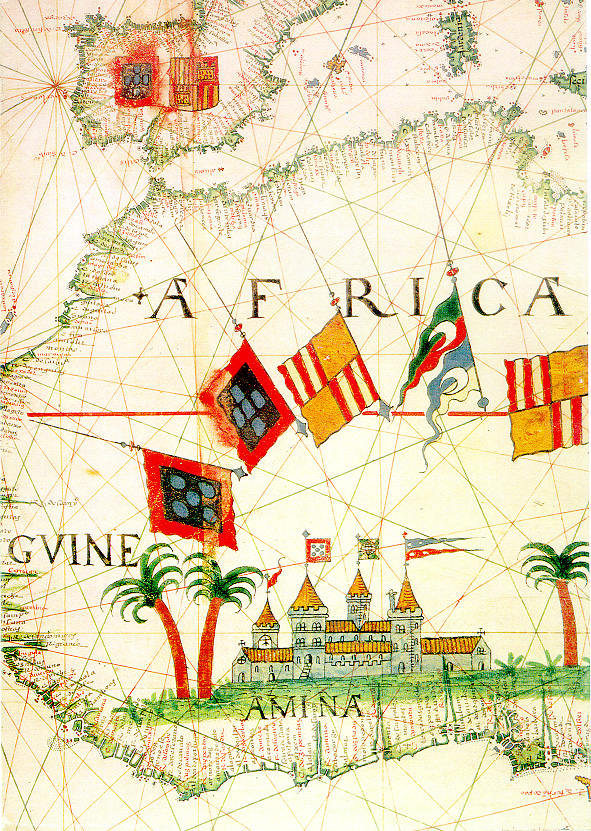
Зображення Ельміни на карті XVI ст.

У жовтні 1477 року Афонсу V повернувся до Португалії, де його син Жуан повернув йому тимчасово прийнятий титул короля. На початку наступного року Жуан, ще у 1474 році призначений своїм батьком відповідальним за португальську колоніальну експансію, отримав інформацію про те, що дві кастильські морські ескадри вийшли з порту Санлукар-де-Баррамеда. Одна з них в складі 35 суден попрямувала до Канарських островів з метою завоювання острова Гран-Канарія. Ці плани були порушені своєчасним появою португальського флоту Жуана. Друга експедиція вирушила до Ельміни, де зберігалась значна кількість золота, зібраного в Африці за кілька місяців. Навесні або влітку 1478 р. під Ельміну прибув португальська флот, що в Гвінейській битві завдав поразки кастильській ескадрі і захопив в полон усі кастильські кораблі та їх екіпажі. За свідченням Ермано дель Пулгара, врятованого під Ельміною золота вистачило Афонсу для відновлення війни на Піренейському півострові. В кінці того ж року, ще до того, як звістка про поразку в Ельміні досягла Європи, Людовик XI і Католицькі королі уклали мирний договір в Гвадалупе, за яким французький король визнавав Фердинанда і Ізабеллу королями Кастилії, а ті погоджувалися розірвати союз з Бургундією і врегулювати суперечка щодо Руссільйону дипломатичним шляхом.

### Фінальний етап (січень-вересень 1479)
В кінці 1478 року прихильники Хуани підняли заколоти в Естремадурі, Ла-Манчі і Галісії. Португалія, що посилилася після перемоги під Ельміною, при підтримці своїх союзників знову вторглись в Кастилію. У лютому 1479 року португальська армія під командуванням Гарсії де Менезес, єпископа Евори, вторглася в Естремадуру. Його завданням було зайняти і зміцнити фортеці Мерида і Медельїн, контрольовані прихильницею Афонсу V графинею Медельїнською. Згідно з повідомленням Паленсії армія включала 1.000 португальських лицарів, піхоту, а також 180 лицарів ордена Сантьяго на чолі з скарбником ордена Альфонсо де Монроу. 24 лютого недалеко від Ла-Альбуера відбулося їх зіткнення з кастильскою армією в складі 500 лицарів ордена Сантьяго і 400 лицарів ермандади, очолюваної магістром ордена Сантьяго. У важкій битві, незважаючи на те, що кастильска піхота не встояла під натиском португальської кавалерії, втручання магістра Сантьяго врятувало ситуацію і призвело до перемоги військ Ізабелли і Фердинанда. Прихильники Хуани перебрались з Меріди до Медельїну, а потім захопили це місто. Їх противники взяли в облогу обидві зазначені фортеці.
В цей час до Кастилії прибув нунцій Якобо Рондон де Сезен з посланням Папи Сікста IV, в якому той анулював виданий ним раніше дозвіл на шлюб Афонсу і Хуани, що остаточно підірвало претензії претендентів. Також в лютому 1479 року королі Кастилії спробували зібрати новий флот для експедиції в Ельміну, проте не змогли підготувати необхідну кількість кораблів.
У квітні 1479 король Фердинанд прибув в Алькантара для участі в переговорах, організованих Беатрисою, маркізою де Віла-Реаль. Переговори тривали 50 днів і виявилися безрезультатними, тож конфлікт тривав. Обидві сторони намагалися домогтися переваги, яка б допомогла їм у подальших переговорах. У той час як кастильці завдали поразки армії архієпископа Толедського, португальські гарнізони в Естремадурі успішно витримували облогу.
Мирні переговори відновилися влітку і завершились на початку осені 1479 року підписанням мирного договору.

## Мирний договір

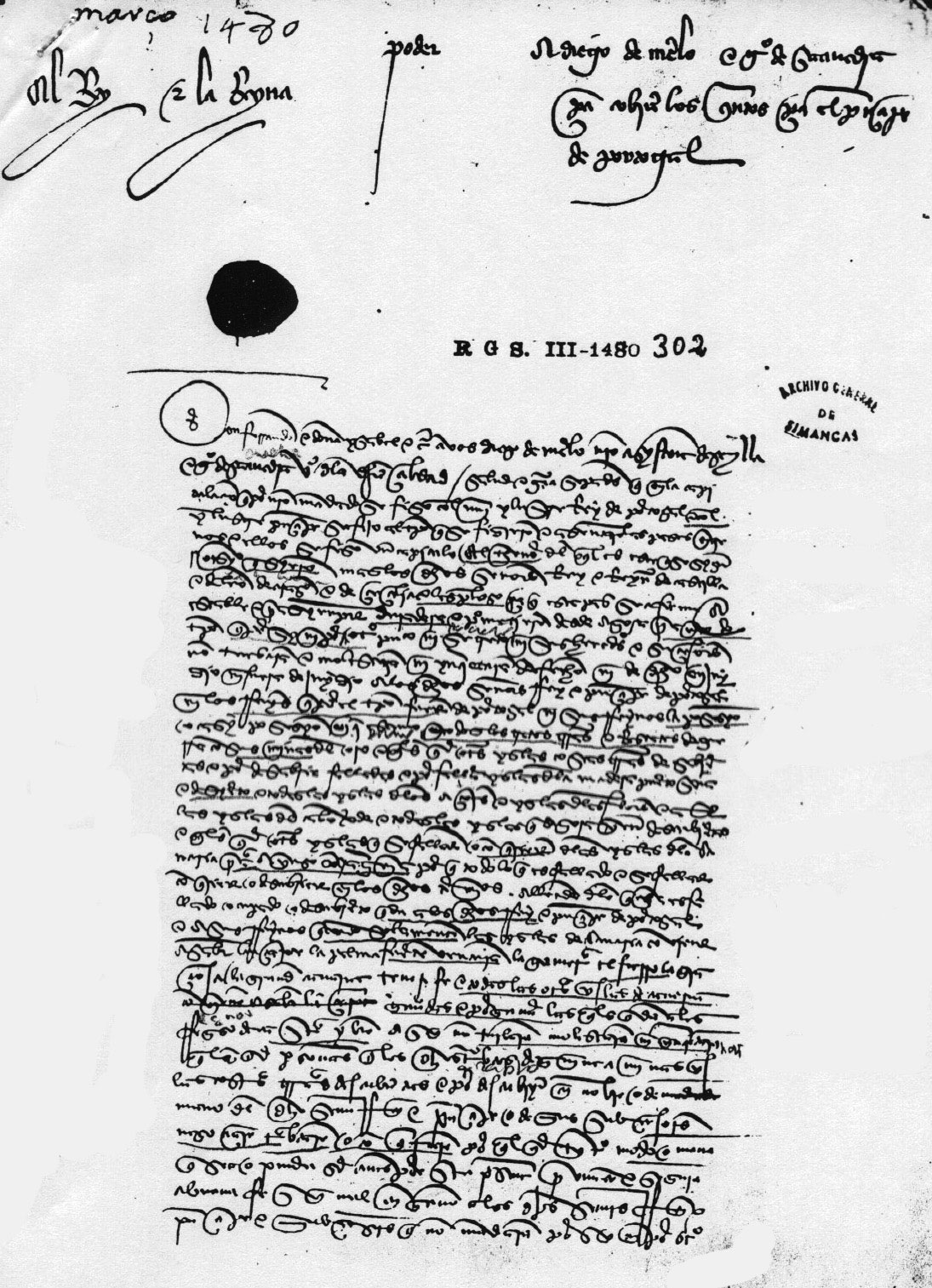
Текст Алкасоваського договору.

Мирну угоду між сторонами було укладено 4 вересня 1479 року в португальському місті Алкасоваш. Алкасоваський договір був ратифікований португальським королем 8 вересня того ж року, а католицькими королями в Толедо 6 березня наступного. Через це договір також відомий, як Алкасовасько-Толедський мирний договір. Фактично було укладено два договори: один з них врегулював матримоніальні відносини між двома державами, а інший включав в себе положення договору Медіна-дель-Кампо 1431 року і встановлював поділ сфер впливу Іспанії і Португалії в Атлантиці.
За династичним договором Хуана Бельтраниха відмовлялася від претензій на Кастилію і отримувала можливість вибору — або стати дружиною принца Хуана Астурійського, або піти в монастир. Хуана обрала монастир. Принцеса Ізабелла Астурійська стала дружиною Афонсу, сина португальського принца Жуана, і її батьки виплатили значний посаг у якості компенсації військових витрат Португалії. Усім учасникам конфлікту оголошувалася амністія.
Згідно з угодою про розподіл територій, за Португалією залишалися Азорські острови, Мадейра, острова Зеленого мису, материкова Гвінея і будь-які інші території чи острови, які відкриті або будуть відкриті південніше Канарських островів, що єдині залишилися за Кастилією. У 1481 році цей договір був підтверджений буллою Сікста IV «Aeterni regis», в результаті чого Португалія отримала можливість продовжити колонізацію західного узбережжя Африки.

## Назва
- Війна за кастильську спадщину
- Кастильська громадянська війна (порт. Guerra Civil Castellana)
- Португальська війна (ісп. Guerra de Portugal) — з позицій кастильської історіографії.
- Півострівна війна (ісп. Guerra Peninsular)
- Війна 1475—1479 років (ісп. Guerra de 1475—1479)